# سارا سوریبس تورمو
سارا سوریبس تورمو (اسپانیایی: Sara Sorribes Tormo‎؛ زادهٔ ۸ اکتبر ۱۹۹۶) تنیس‌باز زن اهل اسپانیا است.